# Dynastische Chronik (ABC 18)

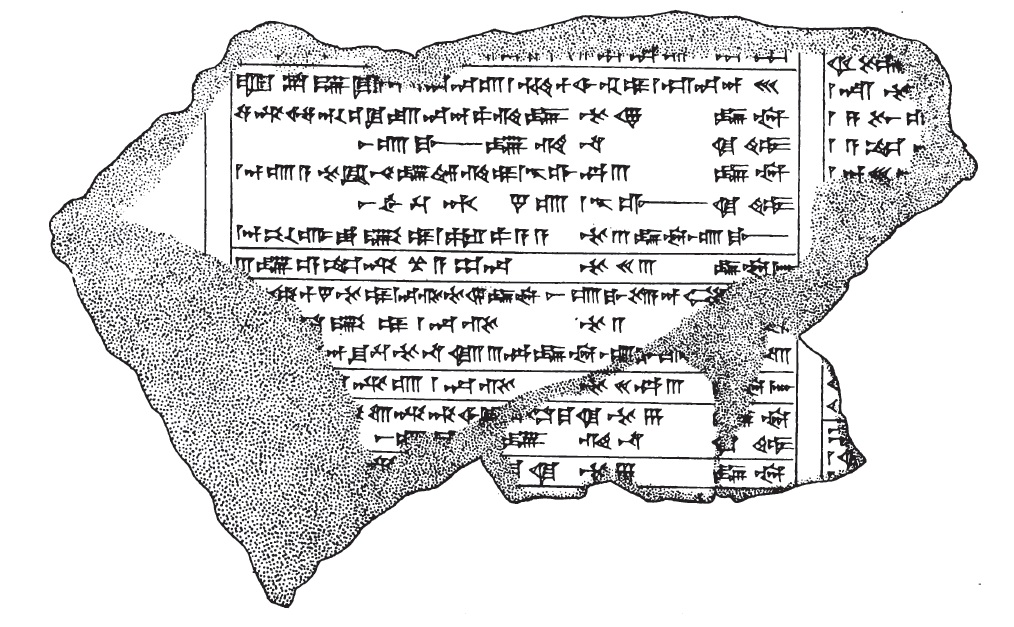
Fragment B

Die Dynastische Chronik (Nr. 18 in Graysons Assyrian and Babylonian Chronicles) ist ein fragmentarischer Text der historischen babylonischen Geschichtsschreibung. Die Tafel ist in mehrere Stücke zerbrochen. Diese Stücke konnten zu drei Fragmenten zusammengesetzt werden, die als A, B und C bezeichnet werden. Diese Stücke passen nicht direkt aneinander, scheinen aber trotzdem zur gleichen Tafel zu gehören. Die Tafel ist in sechs Spalten aufgeteilt, von denen Spalte 1, auf Fragment A, Spalte 2, 4 und 5 auf Fragment B und Spalte 6 auf Fragment C stehen.
Die mittlerweile zusammengesetzten Stücke von Fragment A und Fragment B befinden sich im British Museum.

## Fragmente

### Fragmente A
- British Museum Inventarnummer K.11261
- British Museum Inventarnummer K.11624
- British Museum Inventarnummer K.12054

### Fragmente B
- British Museum Inventarnummer K.8532
- British Museum Inventarnummer K.8533
- British Museum Inventarnummer K.8534
- British Museum Inventarnummer K.16801
- British Museum Inventarnummer K.16930

## Spalte 1
Spalte 1 beginnt mit einer Lücke von wahrscheinlich sechs Zeilen. Die nächsten sechs Zeilen können nur anhand der Sumerischen Königsliste rekonstruiert werden.
„Nachdem die Königsherrschaft aus dem Himmel kam, die Herrschaft war in Eridu.“
Eridu, Alulim wurde König; er herrschte für N Jahre.
Alalgar herrschte für N Jahre.
Zwei Könige der Dynastie von Eridu herrschten für N Jahre.
Sie wurden Könige des Himmels genannt.
Bad-tibira, Enmenluana herrschte für N Jahre.
Die nächste 19 Zeilen sind komplett oder teilweise auf Fragment A.
A1 „Emmegalanna herrschte für N Jahre.“
A2 „Dumuzi, der Schafhirte, herrschte für N Jahre.“
A3 „Drei Könige der Dynastie von Bad-tibira herrschten für N Jahre.“
A4 „Die Dynastie von Bad-tibira wurde beendet, die Herrschaft wurde nach Sippar verlegt.“
A5 „Sippar, Enmeduranna herrschte N Jahre.“
A6 „Ein König der Dynastie von Sippar herrschte für N Jahre.“
A7 „Die Dynastie von Sippar wurde beendet, die Herrschaft wurde nach Larak verlegt.“
A8 „Larak, Ensipazianna herrschte für N Jahre.“
A9 „Ein König der Dynastie von Larak herrschte für N Jahre.“
A10 „Die Dynastie von Larak wurde beendet, die Herrschaft wurde nach Šuruppak verlegt.“
A11 „Šuruppal, Ubartutu herrschte für N Jahre.“
A12 „Ziusudra, Sohn von Ubartutu herrschte für N Jahre.“
A13 „Zwei Könige der Dynastie von Šuruppak herrschten für N Jahre.“
A14 „Fünft Städte, neun Könige herrschten für N Jahre.“
A15 „Enlil […]“
A16 „Enlil […]“
A17-18 „Die Aufruhe […]“
A19 „[…]“
Anschließend fehlt ein Teil. Danach kommen noch drei Zeilen von Spalte 1, die auf Fragment B sind, deren Text unlesbar ist.
B1 „[…]“
B2 „[…]“
B3 „[…]“
Der Rest von Spalte 1 fehlt.

## Spalte 2
Spalte 2 fängt wie Spalte 1 mit einem fehlenden Stück an, diesmal von unbekannter Zeilenanzahl. Es sind nur vier Zeilen bekannt, davon drei so erhalten, dass sie lesbar sind. Spalte 2 befindet sich auf Fragment B.
1 „[…]“
2 „Baliḫu, Sohn des gleichen, […]“
3 „Enmennunna […]“
4 „Melamkiššu […]“
Der Rest fehlt.

## Spalte 3
Spalte 3 ist komplett verloren.

## Spalte 4
Spalte 4 fängt mit einem fehlenden Stück an. Danach kommen folgende Zeilen. Spalte 4 befindet sich auf Fragment B.
1 „Babylon, […]“
2 „Sumu-la-El […]“
3 „Sabi'um […]“
4 „Apil-Sîn […]“
5 „Sîn-muballiṭ […]“
Zeilen 6 bis 12 fehlen, können aber in etwa rekonstruiert werden. Die fehlenden Namen sind Hammurapi I., Šamšu-iluna, Abi-ēšuḫ, Ammī-ditāna, Ammi-ṣaduqa und Šamšu-ditana.
7 [11 Könige der Dynastie von Babylon herrschten für N Jahre.]
Zeilen 13-14 sind beschädigt und nicht lesbar.
13 „[…]“
14 „[…]“
Sie enthielten vermutlich etwas, wie:
13-14 [… Die Dynastie von Babylon wurde beendet, die Herrschaft wurde nach Meerland verlegt.]
Die Zeilen 15-17 sind zu zerstört, um sie zu übersetzen.
15 „[…]“
16 „[…]“
17 „[…]“

## Spalte 5
Spalte 5 beginnt mit einem fehlenden Stück. Danach kommen folgende Zeilen. Spalte 5 befindet sich auf Fragment B.
1 „[…] Meerland […]“
2 „Der Ritter, wohnhaft im Meerland, Simbar-šīpak, Sohn von Eriba-Sîn,“
3 „Soldat der Dynastie von Damiq-ilišu, wurde getötet mit dem Schwert. Er herrschte für 17 Jahre.“
4 „Er wurde bestattet im Palast von Sargon.“
5 „Ea-mukīn-zēri, der Usurpator, Sohn von Hašmar, herrschte für 3 Monate.“
6 „Er wurde bestattet im Moor von Bit-Hašmar.“
7 „Kaššu-nadin-aḫḫe, Sohn von SAPpaya, herrschte für 3 Jahre. Im Palast von […] wurde er bestattet.“
8 „Drei Könige der Dynastie des Meerlandes herrschten für 23 Jahre.“
9 „Eulmaš-šākin-šumi, Sohn von Bazi, herrschte für 2 Jahre.“
10 „Ninurta-kudurrī-uṣur, Sohn von Bazi, herrschte für 2 Jahre.“
11 „Širikti-Šuqamuna, ebenso, herrschte für 3 Jahre.“
12 „Drei Könige der Dynastie von Bit-Bazi herrschten für 20 Jahre und 3 Monate.“
13 „Mār-bīti-apla-uṣur, Nachfahre von […] Elam, herrschte für 6 Jahre.“
14 „Er wurde bestattet im Palast von Sargon.“
15 „Ein König der Dynastie von Elam herrschte für 6 Jahre.“
16 „[…]“
Der Rest fehlt.

## Spalte 6
Spalte 6 befindet sich auf Fragment C.
1 „[…]“
2 „Der Ritter […]“
3 „Marduk-apla-uṣur herrschte für N Jahre.“
4 „Ein König der […] Dynastie herrschte für N Jahre.“
5 „Die Dynastie von Chaldäa wurde beendet. Die Herrschaft wurde verlegt in das Meerland.“
6 „Das Meerland, Erība-Marduk herrschte für N Jahre.“
7 „Ein König der Dynastie des Meerlandes herrschte für N Jahre.“
8 „Die Dynastie des Meerlandes wurde beendet, die Herrschaft wurde verlegt nach Chaldäa.“
9 „Chaldea, […] herrschte für N Jahre.“
10 „Ein König der Dynastie von Chaldea herrschte für N Jahre.“
11 „Die Dynastie von Chaldea wurde beendet. Die Herrschaft wurde verlegt nach […]“
12 „[…]“
13 „[…]“
Der Rest fehlt.